# Mary Moraa
Mary Moraa (ur. 15 czerwca 2000) – kenijska lekkoatletka specjalizująca się w biegach sprinterskich i średnich.
W 2017 zdobyła srebrny medal w biegu na 400 metrów podczas mistrzostw świata juniorów młodszych w Nairobi. Rok później była piąta na tym dystansie podczas światowego czempionatu do lat 20. W 2019 zdobyła tytuł mistrzyni Afryki juniorów, była czwarta na igrzyskach azjatyckich oraz zadebiutowała na mistrzostwach świata.
W 2021 skupiła się na dystansie 800 metrów. W tym samym roku wystąpiła na igrzyskach olimpijskich w Tokio, docierając do półfinału. W 2022 zdobyła brąz w biegu na 800 metrów podczas mistrzostw świata w Eugene oraz złoto na tym dystansie na igrzyskach Wspólnoty Narodów w Birmingham. Mistrzyni świata z Budapesztu (2023). W 2024 zdobyła dwa medale podczas rozgrywanych w stolicy Ghany igrzyskach afrykańskich oraz brązowy medal igrzysk olimpijskich w Paryżu na dystansie 800 metrów.
Złota medalistka mistrzostw Kenii oraz reprezentantka kraju na World Athletics Relays.

## Osiągnięcia
| Rok  | Impreza                               | Miejsce    | Konkurencja             | Lokata     | Wynik   |
| ---- | ------------------------------------- | ---------- | ----------------------- | ---------- | ------- |
| 2017 | Mistrzostwa świata juniorów młodszych | Nairobi    | bieg na 200 metrów      | eliminacje | 25,48   |
| 2017 | Mistrzostwa świata juniorów młodszych | Nairobi    | bieg na 400 metrów      | 2. miejsce | 53,31   |
| 2018 | Mistrzostwa świata juniorów           | Tampere    | bieg na 400 metrów      | 5. miejsce | 52,94   |
| 2019 | Mistrzostwa Afryki juniorów           | Abidżan    | bieg na 400 metrów      | 1. miejsce | 53,57   |
| 2019 | Igrzyska afrykańskie                  | Rabat      | bieg na 400 metrów      | 4. miejsce | 51,97   |
| 2019 | Igrzyska afrykańskie                  | Rabat      | sztafeta 4 × 400 metrów | 4. miejsce | 3:32,93 |
| 2019 | Mistrzostwa świata                    | Doha       | bieg na 400 metrów      | półfinał   | 52,11   |
| 2019 | Mistrzostwa świata                    | Doha       | sztafeta mieszana       | eliminacje | 3:17,09 |
| 2021 | World Athletics Relays                | Chorzów    | sztafeta 4 × 400 metrów | eliminacje | 3:39,34 |
| 2021 | Igrzyska olimpijskie                  | Tokio      | bieg na 800 metrów      | półfinał   | 2:00,47 |
| 2022 | Mistrzostwa świata                    | Eugene     | bieg na 800 metrów      | 3. miejsce | 1:56,71 |
| 2022 | Igrzyska Wspólnoty Narodów            | Birmingham | bieg na 400 metrów      | eliminacje | 59,51   |
| 2022 | Igrzyska Wspólnoty Narodów            | Birmingham | bieg na 800 metrów      | 1. miejsce | 1:57,07 |
| 2022 | Igrzyska Wspólnoty Narodów            | Birmingham | sztafeta 4 × 400 metrów | 5. miejsce | 3:32,28 |
| 2023 | Mistrzostwa świata                    | Budapeszt  | bieg na 800 metrów      | 1. miejsce | 1:56,03 |
| 2024 | Igrzyska afrykańskie                  | Akra       | bieg na 400 metrów      | 1. miejsce | 50,57   |
| 2024 | Igrzyska afrykańskie                  | Akra       | sztafeta 4 × 400 metrów | 3. miejsce | 3:18,03 |
| 2024 | Igrzyska olimpijskie                  | Paryż      | bieg na 800 metrów      | 3. miejsce | 1:57,42 |

## Rekordy życiowe
- Bieg na 400 metrów – 50,38 (2023) były rekord Kenii
- Bieg na 800 metrów (stadion) – 1:56,03 (2023)
- Bieg na 800 metrów (hala) – 2:00,61 (2023)